# هاتفيلد (ماساتشوستس)
هاتفيلد (بالإنجليزية: Hatfield, Massachusetts)‏ هي مستوطنة تقع في الولايات المتحدة في مقاطعة هامبشاير (ماساتشوستس). يقدر عدد سكانها بـ 3,249 نسمة ومساحتها 43.6 كم2 وترتفع عن سطح البحر 39 متر.

## أعلام
- جوناثان ديكنسون
- إدوارد كوك بيلنغز
- جاك هابارد